# Отрадное (Курганская область)
Отрадное — село в Щучанском районе Курганской области. Входит в состав Зайковского сельсовета.

## История
Село Отрадное основано в 1960 году как центральная усадьба укрупненного совхоза «Петровский».

## Население
| 1989 | 2002 | 2010 |
| ---- | ---- | ---- |
| 315  | ↘251 | ↘199 |

Национальный состав
Согласно результатам Всероссийской переписи населения 2002 года, в национальной структуре населения русские составляли 90 %.